# Elección exhaustiva
La elección exhaustiva es un sistema electoral que se utiliza para elegir a un ganador único. En ella el elector emite un solo voto de entre múltiples candidaturas; si ninguna es apoyada por una mayoría absoluta de votos, el candidato con la menor cantidad de votos es eliminado y se produce una nueva ronda de votaciones. Este proceso se repite tantas rondas como sea necesario hasta lograr la mayoría absoluta.
La elección exhaustiva es similar al sistema de segunda vuelta pero con diferencias clave. Bajo la segunda vuelta, si ningún candidato obtiene la mayoría en la primera ronda, solo los dos primeros receptores de votos avanzan a la siguiente ronda de votación, donde la mayoría absoluta es inevitable. Por el contrario, en la elección exhaustiva solo se elimina a un candidato por vuelta; de ese modo pueden ser necesarias varias rondas de votación hasta que una mayoría absoluta sea alcanzada. En algunas circunstancias, los dos o más candidatos más bajos pueden ser eliminados simultáneamente.
Debido a que los votantes pueden tener que emitir votos múltiples veces, la boleta exhaustiva no se usa en elecciones públicas a gran escala. Generalmente se usa en elecciones que involucran, como máximo, a unos pocos cientos de votantes, como la elección de un primer ministro o el presidente de una asamblea. La votación exhaustiva se utiliza actualmente, en diferentes formas, para elegir a los miembros del Consejo Federal Suizo, el Primer Ministro de Escocia, el Presidente del Parlamento Europeo, los portavoces de la Cámara de los Comunes de Canadá, la Cámara de los Comunes del Reino Unido y el Parlamento de Escocia y la ciudad sede de los Juegos Olímpicos y de la Copa Mundial de la FIFA. Anteriormente fue usada también para elegir al presidente y al contralor estatal de Israel, que ahora son elegidos, aunque todavía indirectamente por la Knéset, utilizando un sistema de segunda vuelta.

## Usos en la práctica
- Gobierno escocés: el primer ministro, el presidente y el vicepresidente del Parlamento escocés son elegidos mediante el método de votación exhaustiva.[1]

- La ciudad sede de los Juegos Olímpicos se elige mediante una votación exhaustiva de los miembros del Comité Olímpico Internacional. Los miembros de un país que tiene una ciudad compitiendo en las elecciones tienen prohibido votar a menos que la ciudad haya sido eliminada.[3]

- El Presidente del Parlamento Europeo es elegido por todos los miembros del organismo para que sea su "portavoz" o presidente. En la elección, si ningún candidato obtiene la mayoría absoluta en la primera ronda, hay hasta tres rondas más. En la segunda y tercera rondas, cualquiera que quiera es libre de presentarse, pero los candidatos que se desempeñan mal a veces se retiran para ayudar a otros a ser elegidos. Si nadie logra la mayoría absoluta en la tercera ronda, solo las dos candidaturas con más votos pueden pasar a la cuarta y última ronda de votación.[4]

- El Presidente de la Cámara de los Comunes del Reino Unido es elegido en votación secreta por los miembros de la cámara. Si ningún candidato logra la mayoría absoluta en la primera vuelta, el candidato con menos votos y cualquier otro candidato que haya recibido menos del 5% de todos los votos es inmediatamente eliminado. Las siguientes rondas se desarrollan de acuerdo con las reglas ordinarias del escrutinio exhaustivo.[1]
- El Presidente de la Cámara de los Comunes de Canadá es elegido esencialmente bajo la misma variante de la votación exhaustiva utilizada para la contraparte británica, con candidatos con menos del 5% en la primera ronda siendo inmediatamente excluidos.[1]

- El Consejo Federal Suizo se elige miembro a miembro con sucesivas instancias de elecciones exhaustivas por el Parlamento. Se elimina para la segunda ronda a cualquier candidatura con menos de 10 (de 246) votos y se continúa bajo el proceso regular de eliminación.[5]